# یوجین کوفی آدوبولی
یوجین کوفی آدوبولی (انگلیسی: Eugene Koffi Adoboli؛ زادهٔ ۳ اکتبر ۱۹۳۴ – درگذشتهٔ ۲۳ آوریل ۲۰۲۵) سیاست‌مدار اهل توگو بود. وی از ۲۱ مه ۱۹۹۹ تا ۳۱ اوت ۲۰۰۰ نخست‌وزیر این کشور بود.
یوجین کوفی آدوبولی در ۲۳ آوریل ۲۰۲۵، در سن ۹۰ سالگی درگذشت.